# 內焦
內焦是瑞士的一个镇，位於該國南部，由提契諾州負責管轄，面積0.91平方公里，海拔高度389米，2011年人口330，七成半人口信奉羅馬天主教，人口密度每平方公里363人。